# Clinopodium nubigenum
Clinopodium nubigenum là một loài thực vật có hoa trong họ Hoa môi. Loài này được (Kunth) Kuntze mô tả khoa học đầu tiên năm 1891.